# Кисонерга
Кисо̀нерга (на гръцки: Κισσόνεργα) е село в Кипър, окръг Пафос. Според статистическата служба на Република Кипър през 2001 г. селото има 2505 жители.
Намира се на 8 км северно от Пафос. Регионът е известен със своите бананови плантации.